# Agrippa Menenius Lanatus (consul in 503 v.Chr.)
Agrippa Menenius Lanatus (Latijn: Agrippa Menenius C. f. - n. Lanatus;) was een Romeins politicus uit de 6e- 5e eeuw v.Chr.
Hij was consul in 503 v.Chr. samen met Publius Postumius Tubertus. Hij zou zijn collega hebben gered in de oorlog tegen de Sabijnen, volgens Livius daarentegen zou het een oorlog met de Aurunci zijn geweest, waarvoor hij een triomftocht mocht houden en Postumius slechts een ovatio.
In 494 v.Chr. legde hij - als vermoedelijk het hoofd van een door de senaat afgevaardigde commissie - de twist bij van de naar de heilige berg (Aventijn) uitgeweken plebs (secessio plebis), welke hij door de bekende fabel van de opstand van de ledematen tegen de maag en door een geschikte toepassing op de toestand van het volk tot terugkeer overhaalde. Hij zou hen ook zeggen een gezantschap van drie man naar de senaat te sturen om de bereikte overeenkomst (waardoor onder andere het ambt van tribunus plebis in het leven werd geroepen) te doen bekrachtigen.
Hij stierf in 493 v.Chr. in armoede en werd op staatskosten begraven.